# 율리우스 반센
율리우스 프리드리히 아우구스트 반센(Julius Friedrich August Bahnsen, 1830년 3월 30일 – 1881년 12월 7일)은 독일 철학자였다. 반센은 일반적으로 성격학과 철학적 반성의 실제변증법적 방법의 창시자로 여겨지며, 그는 이를 그의 2권으로 된 성격학에 대한 기여(1867)에서 이를 제시하고, 그의 대작인 세계의 지식과 존재에서의 모순(1880/82)을 비롯한 후속 저작으로 이를 발전시켰다.

## 전기
1830년 슐레스비히의 퇴네르에서 태어난 반센은 킬에서 철학과 (그레고르 빌헬름 니치 아래에서) 문헌학을 공부하기 시작했다. 1849년부터 그는 제1차 슐레스비히 전쟁(1848-1851)에서 덴마크에 맞서 자원병으로 싸웠고 1850년 슐레스비히홀슈타인의 군대가 무장해제된 후 뷔르템베르크 왕국의 튀빙겐으로 도피했다. 그곳에서 그는 철학을 공부했고 1853년 프리드리히 테오도어 비셔의 지도아래 미학과 관련된 주제로 졸업했다. 교사로서의 다양한 고용이 이어졌다. 1862년 반센은 힌터폼메른의 라우엔부르크 (렝보르크)에 있는 6년제 김나지움에서 일자리를 얻었고 그곳에서 죽을때까지 살았다.

## 철학적 작업
쇼펜하우어의 제자로서 반센은 헤겔의 변증법(그러나 반센은 추상적 영역에서만 수용했다)과 쇼펜하우어의 일원론을 합치고자 했다. 이와 관련해서 비이성적이고 모든 것을 포괄하는 쇼펜하우어적 의지는 여전히 세계의 본질이자 유일한 실재로 받아들여지지만, 의지가 모든 개인 안에서 동일하다고 여기지 않고, 이 개인들만큼 다양하다고 여긴다.
루트비히 클라게스와 같은 철학자들의 작품이 기반을 두고있는, 반센의 사상의 이러한 성격학적 요소는 성격학에 대한 기여(1867)는 물론 의지와 동기의 관계에 관하여(1870)와 모자이크와 실루엣(1877)과 같은 논문들에서도 제시된다. 불합리함의 본질은 모순, 특히 서로 붙어있는 여러 의지 방향의 동시적 존재에 있기 때문에, 현실이 물질적 대조(실제변증법)의 지속적인 투쟁일뿐만 아니라 각 개인의 내면은 반대되는 의지 방향의 해결할 수 없는 적대감(의지 충돌)에 중독되어 있다는 결론이 도출된다. 반센은 무수한 의지 단위(그가 직접 표현한대로는 "의지 헤나데스")의 구원을 부정하고 모순의 존재가 세계의 기본적 본질로서 영구하다고 가정하며, 이로써 이 세계의 법칙이 비극적인 세계 질서가 된다.
반센은 자신의 사상의 실제변증법적 측면을 논문 역사철학에 관하여 (1871), 그의 핵심 저서 세계의 지식과 존재에서의 모순(1880/82), 튀빙겐 시 기념일 기념 출판물 세계 법칙으로서의 비극과 형이상학의 미학적 형태로서의 유머 (1877)에서 제시했다.

### 철학
철학에 대한 탐구를 시작하면서 율리우스 반센은 19세기 초 독일에서 쇠퇴했지만 여전히 인기가 있었던 헤겔주의에 관심을 갖게 됐다. 헤겔의 사상에 대해 반센은 그의 범논리주의와 급진적 합리주의가 만족스럽지 않다는 것을 알게 됐다. 반센의 관점에서 볼 때, 세계의 은폐되지 않은 비합리성과 다양한 철학자들의 순진한 이론, 합리화 및 설명 사이에는 엄청난 불일치가 있었다. 존재자체가 가혹하고 혼란스럽고 완전히 모순되는 것처럼 보였다. 이러한 전제에서 시작하여 반센은 헤겔의 변증법 사상이 흥미롭다고 생각했다. 변증법은 (헤라클레이토스가 수 세기 전에 그의 단편에서 관찰했듯) 끊임없는 갈등의 순환에서 세계와 그 자체의 뿌리깊은 대립을 설명했다. 그러나 반센은 내재하는 로고스에 대한 헤라클레이토스의 가정과 합리적 정신에 대한 헤겔의 생각이 자신들을 오도하고 헤겔의 변증법 공식화를 진보주의와 역사주의로 오염시켰다고 믿었다. 이 "오해"에 대한 대응으로 반센은 자신의 Realdialektik에 대한 생각을 발전시켰다. Realdialektik에는 두 상반되는 힘 사이의 합성 개념이 없었다. 반대는 부정과 그에 따른 모순되는 측면의 파괴로만 이어졌다. 반센에게 존재에는 합리성이 발견되지 않았고, 따라서 모든 갈등의 끝에서 진보로 이어지는 목적론적 힘은 없었다.
그러나 반센의 철학 체계는 아주 첫걸음을 내딛었을 뿐이었다. 그는 헤겔 변증법의 "수정된" 형태를 받아들였지만, 형이상학적 추진 주체를 제거함으로써 그의 세계관에는 채워야할 공백이 남았다. 이로 인해 반센은 아르투어 쇼펜하우어의 의지와 표상으로서의 세계를 우연히 발견하게 됐다. 이 대작을 주의 깊게 조사하고 프랑크푸르트 철학자와 개인적으로 논의한 후, 반센은 모든 창조물의 근간이 되는 비이성적 의지라는 형이상학적 개념이 바로 자신의 체계에 필요한 것이라는 것을 깨달았다. 반센은 쇼펜하우어의 작품을 수년간 연구한 후 "의지에 철학"에 매우 능숙해졌고 지식이 풍부해졌다. 그는 쇼펜하우어학파에서 가장 유능한 철학자 중 한 명으로 여겨졌고, 쇼펜하우어의 개인 유저 관리자 율리우스 프라우엔슈타트에만 비할만 했다. 그러나 반센의 체계가 성숙했지면서 그는 쇼펜하우어 사상에서 상당히 벗어나기 시작했다.
반센은 항상 심리학, 특히 개인의 성격과 기질을 조사하는 방법에 관심을 가졌다. 그는 각 개인을 독특하다고 보았고 이러한 결과로 쇼펜하우어의 일원론 (모든 사람과 모든 사물이 단지 단일한 형이상학적 실체의 양태의 일부일 뿐이라는 생각)에 대한 선호를 완전히 받아들일 수 없었다. 동시대 독일 염세주의자 필립 마인랜더와 유사하게 반센은 존재론적 다원주의에 경도됐고 통일된 의지는 없지만 고유한 갈망, 목표 및 소원을 가진 개별 의지만 있다고 주장했다. 그러나 이러한 개별 의지("의지 헤나데스")는 비이성적 특성으로 인한 모순된 욕망에 의해 고통받는다. 이는 반센이 쇼펜하우어의 주의주의적 형이상학과 자신의 Realdialektik 아이디어를 결합한 결과이다. 일부에게 해방된 지성의 의지 부정을 통한 구원을 제공하는 쇼펜하우어의 세계관과 반센의 세계관 사이의 중요한 차이점은 반센의 철학 체계에서는 구원이 없다는 것이다. 반센에 의하면 의지없이 지성은 무력하다. 지성은 무(無)를 "의지"할 수 없다. 무에 대한 의지는 여전히 의지의 한 형태이고, 의지하지 않는 것은 모순이기 때문이다. 그러나 지성이 그러한 생각을 갖는 것은 불가능한 것은 아니다. 반센에 의하면 지성이 낳은 모든 생각은 모순되는데, 의지의 욕망은 비이성적이고 영원히 자기자신과 갈등하기 때문이다. 주체에게 탈출구를 제공하지 않는 이 극도로 염세적인 세계관은 반센을 쇼펜하우어뿐만 아니라 그의 다른 염세적인 동시대인들(프라우엔슈타트, 마인랜더, 하르트만)과도 차별화한다. 그의 사상은 마인랜더의 죽음에의 의지 개념보다 불안하게 만드나 이상하게도 프리드리히 니체의 영원회귀 개념과 유사하다.

### 하르트만과의 서신
반센은 카를 로베르트 에두아르트 폰 하르트만과 친밀한 우정을 쌓았으나, 결국 사이가 틀어지고 철학적 라이벌이 됐다. 이는 두 사상가가 비슷한 철학적 시작과 영향을 받았지만, 이러한 영향에 대한 해석에서 결정적으로 달랐기에 놀라운 일이 아니다. 하르트만은 쇼펜하우어의 끊임없이 욕망하는 의지라는 관념을 주체의 무의식적 정신에 두는 한편, 헤겔의 급진적인 합리주의와 역사주의를 받아들였다. 하르트만은 범신론적 일원론에 대해 친밀감을 가졌고, 의지와 합리적 정신은 궁극적으로 하나이며 동일하다고 주장했다. 반면 반센은 헤겔의 합리주의를 거부하고 그의 변증법을 부정적인 형태로 받아들이는 한편 이를 쇼펜하우어의 의지 형이상학의 복수적 견해에 통합했다. 이는 모순으로서의 존재에 대한 반센의 생각에 대한 아이러니한 설명인데, 두 철학자들에 대한 반센과 하르트만의 흥미가 둘을 서로 가깝게하는 한편 그들의 우정 속에서 갈등을 만들었기 때문이다.
하르트만은 반센의 다원주의를 비판하고 모든 "개별 의지"의 공통점은 단일 의지라고 주장했다. 반센은 하르트만을 비판하면서 그의 "헤겔 합리주의"가 본질적으로 목적이 없는 쇼펜하우어의 의지에 대한 가르침을 타락시켰다고 주장했다. 반센은 헤겔의 정신은 쇼펜하우어의 의지와 결합될 수 없다고 주장했다. 왜냐하면 이 정신은 목적론적이고 항상 최종 목표를 가지고 있었기 때문이다. 의지에는 합리성이 필요한 목적이 없고 쇼펜하우어는 지성이 의지의 우연한 노예일 뿐, 의지의 필수적인 특징이 아니라는 것을 분명히했다. 하르트만은 의지 자체가 비합리적이기 때문에 정신이 목적을 향해 지시해야한다고 주장하여 자신을 변호했다. 그렇지 않으면 창조가 일어날 수 없었을 것이다. 우리가 관찰하는 표상은 의지의 유일한 목적이고 이러한 표상은 분명히 합리적이다. 반센은 감정이 의지의 비표상적 목적이고 의지의 모든 목적이 합리적이지는 않다고 반박했다. 하르트만은 감정을 무의식적 표상으로 여겼고, 반센은 이른바 "무의식적 표상"의 실증불가한 현실을 받아들이지 못했기에 이 논쟁은 해결될 수 없었다.
또한, 반센은 근본적인 측면에서 하르트만과 의견이 달랐다. (하르트만이 주장했듯) 의지와 (합리적인) 개념이 다르다면, 개념이 자신의 의지가 없다면 어떻게 의지에 영향을 미칠 수 있는가? 하르트만은 그들이 "다르지만 통합되어 있다"고 주장하면서 자신의 일원론에 충실했다. 그러나 이것은 반센에게 모순으로 보였고, 그의 Realdialektik에서 비롯된 반센 자신의 신념과 결론의 힘을 더욱 공고히했다. 하르트만은 반센의 이론을 받아들이지 않았고, 그를 정신병적 우울증 그리고 "갈등"과 "모순"을 구별할 수 없는 철학적 무능력으로 진단했다.

### 비극이론
반센의 비극이론은 그의 Realdialektik의 모순된 사상에서 직접적으로 그리고 자연스럽게 파생됐다. 그의 시대에 찬사를 받은 비극이론은 쉴러와 헤겔의 이론이었다. 그들에게 비극적 영웅의 상황에서 올바른 도덕적 선택은 항상 명확하고 극도로 고통스러운데, 바로 이러한 상황 때문이다. 즉, 이 선택이 아무리 명확하더라도 그것을 선택하는 것은 항상 어렵다. 헤겔은 특정 개인에게 아무리 어렵더라도 항상 집단의 이익을 선택해야한다고 주장한다. 반센은 그러한 개념에 동의하지 않았다. 그에게 명확한 선택은 결코 명확하지 않다. 명확한 선택조차 할 수 없다. 비극에서 영웅은 자신의 의무와/또는 자신의 가치 중에서 선택해야 한다. 그가 무엇을 선택하든 그는 죄를 지을 것이고 다른 것을 선택하지 않은 것에 대해 (법이나 죄책감에 의해) 처벌을 받을 것이다. 이러한 관찰을 통해 반센은 비극이 세계에 내재된 이러한 내적 모순을 정확히 드러낸다는 결론을 내렸다. 미국 철학자 프레데릭 C. 바이저는 그의 2016년 작품 Weltschmerz: Pessimism in German Philosophy, 1860–1900에서, 반센의 비극이론을 다음과 같이 묘사한다:
반센에게 비극의 핵심은 두 가지 근본적인 사실로 구성돼있다. 첫째, 개인은 상충되는 의무와 비교할 수 없는 가치 사이에서 선택해야 한다. 둘째, 그는 한 가지 의무를 따르거나 다른 가치를 희생하여 한 가치를 존중하기 때문에 처벌을 받거나 고통을 받아야 한다. ... 의무와 가치가 상충되고 비극의 주인공이나 여주인공은 특정 상황에서 어떤 의무나 가치에 따라 행동해야 하기 때문에 그는 죄를 지을 수밖에 없다. 그들은 또 다른 의무를 위반하거나 다른 기본 가치를 무시해야 한다. 그리고 그러한 위반이나 위법 행위에 대해 처벌을 받아야 한다. 그러므로 비극의 본질은 우리가 옳은 일을 하거나 선을 위해 행동해야 하지만, 다른 의무와 선을 위반하지 않을 수 없기 때문에 그에 대해 처벌을 받는다는 것이다. 아무리 최선의 의도와 가장 꼼꼼한 양심을 가지고 있더라도 우리는 결국 나쁘고 잘못된 일을 하게 되고, 그에 대한 대가를 치러야 한다.
이것이 반센이 궁극적으로 이성이 우리 삶에 도움이 될 수 없으며 우리의 선택은 감정에 의해 결정돼야한다고 주장한 이유이다. 니체가 그의 관점주의를 발전시키고 키르케고르가 모든 선택은 슬픔과 후회로 이어진다고 쓰기 몇 년 전, 반센은 이미 이러한 결론을 예견했다. 그는 전형적인 기독교 선교사가 "옳은 일을 하면 보상을 받는다"고 주장하지만 "옳은" 일은 하나도 없다고 불평했다. 각각의 도덕적 선택에는 결과가 따르고 그 모두에는 장단점이 있다. 이처럼 끔찍한 존재에 직면하여 반센은 유머를 거의 신성하게 여긴다. 유머만이 우리에게 존재의 비극을 "웃어 넘기고" 우울증의 손아귀를 피할 수 있는 능력을 준다.

### 초월적 실재론
반센은 생애 말년에 철학적 프로젝트를 완성했다. 끊임없는 편집과 세부 사항의 사소한 변화에도 불구하고, 반센의 철학 전반에 걸쳐 세 가지 원칙적 전제가 유지됐다.
1) 모순은 현실의 핵심에 존재하며, 현실에 대한 우리의 생각의 속성일 뿐이 아니다.
2) 합성에서 모순이 해결되지 않는다.
3) 모순의 근원은 의지이다.
헤겔의 진보주의를 거부하고 쇼펜하우어의 독특한 의지를 재해석하는 것 외에도 반센은 모든 형태의 관념론을 거부했다. 그에게 관념론의 아이디어는 본질적으로 유아론적이며 다른 사람들의 개별 의지의 고유한 현실을 고려하지 않는다. 이러한 이유와 다른 보다 기술적인 목적 때문에 반센은 동시대 염세주의자인 율리우스 프라우엔슈테트, 필립 마인랜더, 카를 로버트 에두아르트 폰 하르트만과 함께 초월적 실재론이 초월적 관념론보다 우월하다는 데 동의했다.

### 염세주의에 대한 반센의 해석
반센은 생애 마지막에 염세주의에 대한 글을 썼는데, 자신의 염세주의와 동시대 사람들의 염세주의를 구별하려고 시도했다. 이 글에 따르면, 반센은 자신의 입장이 이상주의적 낙관주의와 비난하는 냉소주의에 반대한다고 밝혔다. 그는 염세주의자는 "이상주의적 마음"을 유지하지만 "머리의 냉정한 계산"을 사용하여 중간 지점을 찾는다고 말했다. 따라서 염세주의자는 모든 사람(한 사람조차도)의 고통을 덜어주는 것이 거의 불가능하다는 것을 깨닫지만, 이 불가능성으로 인한 슬픔은 염세주의자가 이 목표를 끊임없이 추구하도록 강화하고, 그/그녀를 낙담시키지 않는다. 그는 존재의 "weltschmerz"(세계고통)를 느끼기에 공감과 연민으로 더욱 힘을 얻는다.
반센은 "쾌락주의적" 염세주의, 즉 세상의 고통이 질과 양 면에서 쾌락보다 많다는 입장을 비판했다. 그는 다시 한 번 개인주의에 대한 자신의 신념을 재확인했고, 그러한 계산은 각 개인을 다르게 측정할 것이기에 불가능하다고 주장했다. 그는 세상에 대해 염세적인 데에는 다른 이유가 있다고 주장했다. 모든 도덕적 목적과 이상이 소용없다는 것을 깨닫지만, 탈출구나 구원이 없다는 것을 잘 알면서, 그것을 추구하는 것이 진정한 염세주의이다.